# 香港足球會足球場
香港足球會足球場（簡稱港會場）或跑馬地運動場（Happy Valley Sports Ground），位於香港跑馬地體育路3號，是香港足球會、浩運（香港足球會旗下球隊）及港會欖球隊的主場。原為建於1886年的天然草地球場，1995年因跑馬地馬場跑道擴建拆卸，後於馬場內重建為仿真草足球場，設有2,750位座席。

## 歷史
香港足球會足球場在1886年香港足球會成立時經已存在，原址為於跑馬地馬場旁側。首場在港會球場舉行的比賽於1886年2月16日進行，為一場欖球賽事，由港會對英軍。首場足球比賽則在同年3月16日進行，由港會對工程。
早年華文報章的體育報導稱香港會為「新公司」，故香港會球場就稱為「新公司球場」，直到大約1930年代才開始採用現名。
在戰前及戰後初期，有約1萬座位的港會大球場，曾經是香港甲組足球聯賽主要比賽場地，在政府大球場落成前，更是盃賽決賽熱門場地。
1995年，配合跑馬地馬場擴建工程，香港足球會足球場被拆卸，其後在跑馬地馬場內重建。
2002年，鑑於草地質素欠佳，港會耗資3千萬港元，將球場草地改鋪仿真草。
2010年6月，港會為升其足球隊升班甲組準備，於同年7月展開工程，為球場更換成第3代仿真草草皮。

## 活動

### 足球

#### 七人足球賽
香港足球會每年主辦的國際七人足球賽創立於1999年，每年均在港會球場舉行，每屆賽事會邀請二十多隊國際球隊來港，當中包括皇家馬德里、阿仙奴、曼聯、阿士東維拉等著名球隊的青年或元老球員，多位名將包括奇連士文、班尼斯、邊恩、列巴斯基等均曾經參加。

### 欖球

#### 香港國際七人欖球賽
香港國際七人欖球賽是香港最重要的國際性欖球賽事，自1976年3月舉行的首屆香港七人欖球邀請賽，便是於香港足球會足球場舉行。直到1980年代，舉辦場地才由香港足球會足球場遷移至香港大球場舉行。

#### 香港十人欖球賽
香港足球會足球場是每年舉行香港國際十人欖球賽的場地。香港十人欖球賽創立於1986年，為亞洲最佳欖球聯賽之一，每年均在香港國際七人欖球賽舉行之前舉行。

## 圖集

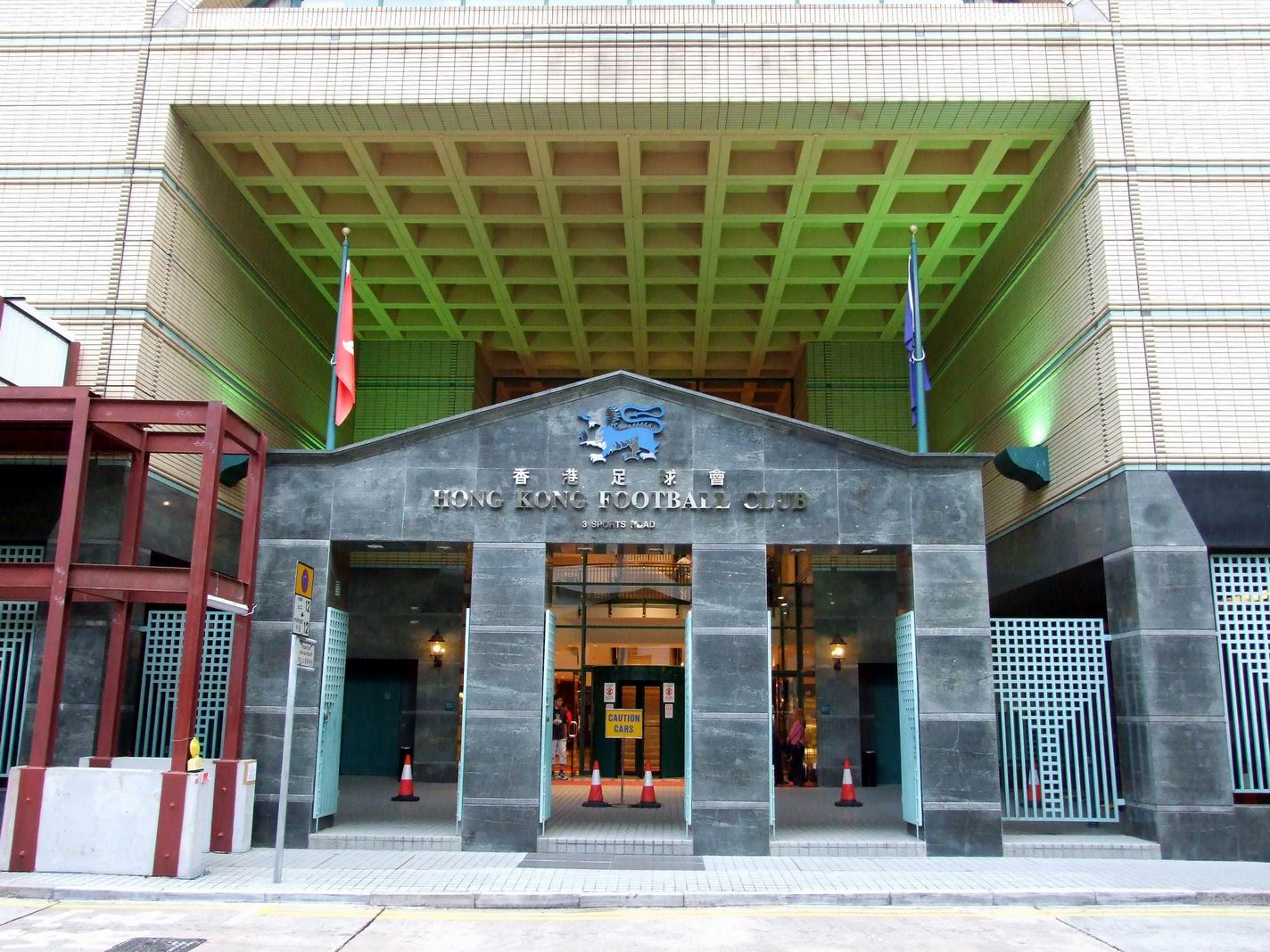
香港足球會足球場入口